# Sahibzada Ajit Singh Nagar (Distrikt)
Der Distrikt Sahibzada Ajit Singh Nagar (Panjabi ਜ਼ਿਲ੍ਹਾ ਸਾਹਿਬਜ਼ਾਦਾ ਅਜੀਤ ਸਿੰਘ ਨਗਰ), oft abgekürzt Distrikt SAS Nagar (ਜ਼ਿਲ੍ਹਾ ਐਸ ਏ ਐਸ ਨਗਰ), früher Distrikt Mohali (ਅਜੀਤਗੜ੍ਹ ਜ਼ਿਲ੍ਹਾ), seltener auch Distrikt Ajitgarh (ਅਜੀਤਗੜ੍ਹ ਜ਼ਿਲ੍ਹਾ), ist ein Distrikt im nordindischen Bundesstaat Punjab. Sitz der Verwaltung ist die Stadt Sahibzada Ajit Singh Nagar (Mohali, Ajitgarh).

## Geschichte

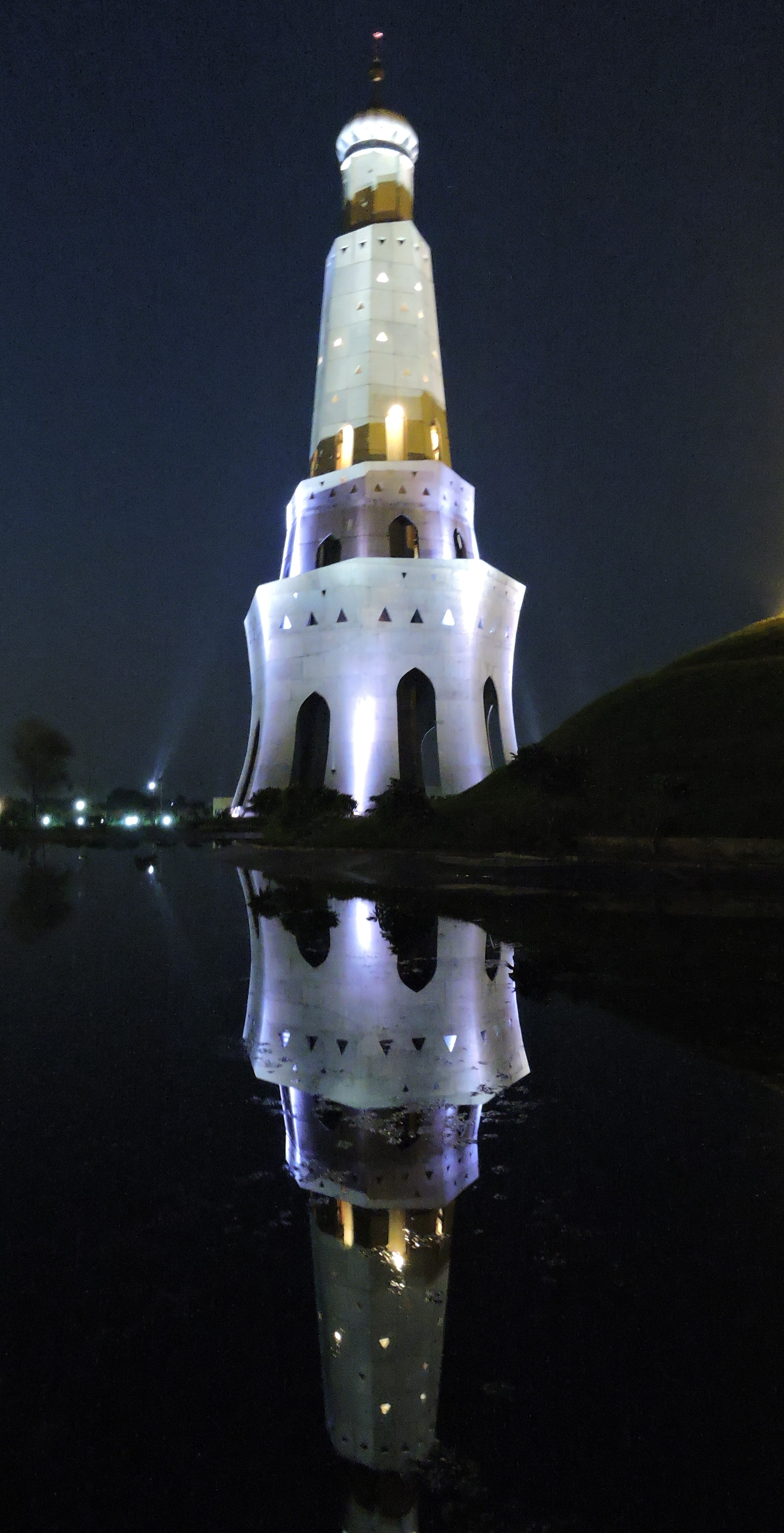
Ein 100 m hohes Denkmal für den Sikh-Krieger Banda Singh Bahadur

Der Distrikt entstand 1995 aus Teilen der Distrikte Rupnagar und Patiala. Der Distrikt ist nach der Distrikthauptstadt benannt, die ursprünglich den Namen Mohali trug und 1975 in Sahibzada Ajit Singh Nagar umbenannt wurde – nach Sahibzada Ajit Singh, dem ältesten Sohn von Gobind Singh. Am 13. Februar 2012 ließ das indische Innenministerium erklären, dass die Stadt und der Distrikt den neuen Namen Ajitgarh erhalten sollten (ebenfalls nach Ajit Singh). Dieser setzte sich jedoch nicht durch und bis heute sind sowohl Sahibzada Ajit Singh Nagar/SAS Nagar bzw. Mohali in Gebrauch.
Der religiös gespaltene Distrikt erlebte in 1980er und 1990er Jahren Konflikte zwischen Hindus und Sikhs.

## Bevölkerung
Die Einwohnerzahl liegt bei der Volkszählung 2011 bei 994.628. Die Bevölkerungswachstumsrate im Zeitraum von 2001 bis 2011 betrug 33,15 % und war damit sehr hoch. Das Geschlechterverhältnis zeigte 879 Frauen pro 1000 Männer und damit einen für Indien typischen Männerüberschuss. Die Alphabetisierungsrate lag bei 83,80 % – eine Steigerung um knapp 6 Prozentpunkte gegenüber dem Jahr 2001. Die Alphabetisierung lag damit über dem nationalen Durchschnitt. Knapp 48,2 % der Bevölkerung waren Sikhs, 47,9 % Hindus, 3,0 % Muslime, 0,5 % Christen, 0,1 % Jainas und 0,3 % gaben keine Religionszugehörigkeit an.
Knapp 54,8 % der Bevölkerung lebten in Städten. Die größte Stadt war Sahibzada Ajit Singh Nagar mit 146.213 Einwohnern.